# Нордман, Александр фон
Александр (Александр Давидович) фон Нордман (иногда ошибочно с двумя «н» — Нордманн; фин. Alexander von Nordmann; 1803—1866) — финский и русский зоолог, ботаник и палеонтолог.

## Биография
Родился 24 мая 1803 года на острове Руотенсальми (близ Котки) в семье подполковника артиллерии русской армии Давида Антона Нордмана (ум. 1827). Его мать — Мария Катарина Гесслинг, дочь купца из Фридрихсгама, где Александр учился в немецкоязычной школе.
Получив учёную степень кандидата философских наук в университете Або, в 1824—1826 годах он служил в качестве русского переводчика в канцелярии в Або; в это время он совершил свою первую научную поездку (в 1824 году путешествовал по Тавастланду).
В 1827 году продолжил учебу в Берлине у известного паразитолога Карла Рудольфи. В университете Берлина в 1831 году он получил учёную степень доктора медицинских наук, защитив диссертацию «Micrographische Beitrage», в которой описал 70 видов паразитов глаза позвоночных животных. Был приглашён в Ришельевский лицей и 22 ноября 1832 года был утверждён в нём профессором естественной истории; преподавал естествознание, зоологию и ботанику.
В 1833 году Нордман вместе с основателем Никитского ботанического сада, старым знакомым Х. Стевеном и зоологом С. Куторгой совершил поездку по крымскому Причерноморью. Был избран действительным членом Общества сельского хозяйства Южной России и с 1 января 1834 года занял должность управляющего ботанического сада в Одессе; 29 января 1834 года стал членом-корреспондентом Императорской академии наук.
В 1835 году в сопровождении садовника Никитского сада Т. Доллингера и Бестужева-Марлинского на паруснике «Бургаз» отправился к берегам Кавказа. Результаты экспедиции, за которую Нордман в 1836 году получил царскую награду в виде бриллиантового перстня, оказались значительными: было добыто 12 тысяч образцов растений, 300 моллюсков, 232 тушки птиц, 3600 насекомых... Кроме того, Нордманом был составлен список  исторических развалин на территории Абхазии.
С 1 октября 1838 года по 1 января 1840 года он находился за границей, куда был направлен Николаем I для издания атласа коллекции, собранных экспедицией А. Н. Демидова. Кроме этого, в Париже Нордман продолжал писать свой фундаментальный труд «Понтическая фауна» и участвовал в расширенном французском переиздании «Естественной истории беспозвоночных животных» Ж. Б. Ламарка, взяв на себя весь раздел гельминтологии. С 15 февраля 1842 года — коллежский советник, с 10 ноября 1843 года — статский советник.
Спустя некоторое время после возвращения в Россию Александр фон Нордман был утверждён (17.11.1842) директором Одесского училища садоводства.
Нордман много путешествовал; исследовал флору и фауну юга России и Балкан, описав множество видов животных и растений.
Через год после смерти во время холеры жены Елены, от которой у него было двое детей, он вернулся в 1849 году в Финляндию, где занял место профессора естествознания, а с 1852 года — зоологии, в Гельсингфорсском университете. С 15 октября 1855 года — член Леопольдины. Также А. Нордман был членом ещё 28 научных обществ. Автор более 50 публикаций. С 19 июля 1861 года — действительный статский советник.
Умер 25 июня 1866 года в Або.

## Таксоны, названные в его честь
В его честь названа пихта Нордмана (Abies nordmanniana), которую он обнаружил в 1835 году на Кавказе к северо-востоку от Боржоми в сегодняшней Грузии.
Также в его честь названа бабочка из семейства парусников — аполлон Нордманна (Parnassius nordmanni).
Степная тиркушка (Glareola nordmanni) — птица семейства тиркушковых (Glareolidae). Её видовое название дано в честь А. Нордмана.